# Said Abdullahi Deni
Said Abdullahi Deni (Mogadiscio, 1966) è un politico somalo,  presidente del Puntland dall'8 gennaio 2019.

## Biografia
È stato eletto per la prima volta l'8 gennaio 2019. Cinque anni dopo, l'8 febbraio 2024, è stato confermato in carica. In precedenza, ha ricoperto la carica di ministro della pianificazione della Somalia, dopo essere stato nominato alla carica il 17 gennaio 2014 dal primo ministro Abdiweli Sheikh Ahmed. Nel 2017 si è candidato alle elezioni presidenziali in Somalia del 2017 ottenendo 18 voti al primo turno che non gli consentirono di passare al secondo. Ha ritentato nuovamente alle presidenziali del 2022 stavolta passando il primo turno, ma venendo poi superato da Mohamed Abdullahi Mohamed e Hassan Sheikh Mohamud al secondo turno. Dal 2020, rappresenta il partito politico Kaah.